# Zhuhong (köpinghuvudort i Kina, Jiangsu Sheng, lat 32,88, long 119,99)
Zhuhong är en köpinghuvudort i Kina. Den ligger i provinsen Jiangsu, i den östra delen av landet, omkring 140 kilometer nordost om provinshuvudstaden Nanjing. Antalet invånare är 23 777. Befolkningen består av 11 831 kvinnor och 11 946 män. Barn under 15 år utgör 12,0 %, vuxna 15-64 år 68 %, och äldre över 65 år 18,0 %.
Runt Zhuhong är det tätbefolkat, med 591 invånare per kvadratkilometer. Närmaste större samhälle är Shaoyang, 15,0 km väster om Zhuhong. Trakten runt Zhuhong består till största delen av jordbruksmark.
Genomsnittlig årsnederbörd är 1 148 millimeter. Den regnigaste månaden är juli, med i genomsnitt 241 mm nederbörd, och den torraste är januari, med 30 mm nederbörd.